# نهار النصار
نهار بن عبالرزاق بن محمد بن نصار بن عبدالله النصَّار (1936- 1994)، طيار سعودي، من أشهر الطيارين في تاريخ المملكة العربية السعودية، ويُعد أول طيّار سعودي يسافر حول العالم، وأصغر طيار عربي؛ إذ بدأ بالطيران وعمره 23 عامًا، وقد لُقب بـ (طيّار الملوك)، حيث عمل بصفته قائدًا للطائرة الملكية، فقادها بوجود الملك سعود بن عبد العزيز، الملك خالد، الملك فيصل، الملك فهد، والملك عبد الله أثناء توليه العهد، والأمير سلطان بن عبد العزيز، كما عُيّن نهار كبيرًا للطيارين في الخطوط الجوية السعودية، وشارك في اللجنة التي أقرّت الزي الرسمي الموحد للطيارين السعوديين، وكان أول طيّار يرتديه، صدر عنه كتاب عام 2019، يضم سيرة حياته بعنوان (أريد أن أطير).